# نشانگان آسپرگر
نشانگان آسپرگر یا سندرم آسپرگر (به انگلیسی: Asperger syndrome) یک نوع اختلال رشد عصبی است که با مشکلات قابل توجه در ارتباط بین فردی و ارتباط غیرکلامی، مشخص می‌شود، که معمولاً به همراه علایق و رفتارهای وسواسی و تکراری است. نخستین بار در سال ۱۹۴۴ پزشک اتریشی به نام هانس آسپرگر با انتشار مقاله‌ای آن را توصیف کرد.
نشانگان آسپرگر به صورت شکل ملایمی از طیف اوتیسم شمرده می‌شود، و وجه تمایز آن، حفظ مهارت‌های تکلمی و ضریب هوشی (iQ) بالاتر از میانگین جامعه و حافظه بلند مدت قوی  است و مورد تمایز دیگر خودآگاهی این افراد نسبت به شرایط خود و آزادانه صحبت کردن درباره محدودیت ها است؛ هرچند بعضی از پژوهش‌ها نشان‌دهندهٔ تفاوت اساسی بین سندرم آسپرگر و اوتیسم با عملکرد بالا است.

## تاریخچه
هانس آسپرگر (Hans Asperger) نخستین بار در سال ۱۹۴۴ در مقاله‌ای به زبان آلمانی، اختلالی را توصیف کرد که بعدها به نام «سندرم آسپرگر» شناخته شد. او در این مقاله، گروهی از پسران را مورد بررسی قرار داد که علیرغم داشتن هوش طبیعی یا حتی بالاتر از متوسط، در تعاملات اجتماعی و مهارت‌های ارتباطی دچار مشکلات قابل توجهی بودند.

### نقص در تعامل اجتماعی
آسپرگر تأکید می‌کرد که این کودکان در درک و تفسیر رفتارهای اجتماعی دچار ضعف هستند. آن‌ها نمی‌توانستند خود را جای دیگران بگذارند (نقص در تئوری ذهن) و اغلب رفتارهایی نامتناسب با موقعیت‌های اجتماعی از خود نشان می‌دادند. او اصطلاح «بیگانگی اجتماعی» را به‌کار می‌برد، یعنی این کودکان در میان مردم حضور دارند، اما گویا از دنیایی دیگر آمده‌اند.

### الگوهای گفتاری و زبانی غیرعادی
کودکانی که آسپرگر توصیف کرد، اغلب واژگان پیچیده و رسمی داشتند که با سن‌شان تطابق نداشت. لحن گفتار آن‌ها یکنواخت، خشک و بدون زیر و بم احساسی بود. آسپرگر آن‌ها را "کوچولوهای استاد" (*little professors*) می‌نامید، چرا که تمایل داشتند به شکل رسمی و شبیه به آموزگار سخن بگویند.

### علایق محدود، اما شدید و عمیق
تمرکز این کودکان اغلب بر یک موضوع خاص و محدود بود که می‌توانست شامل موضوعات فنی، ریاضی، یا ماشین‌آلات باشد. این علاقه‌مندی‌ها جنبه‌ای وسواسی داشتند و ممکن بود کودک ساعت‌ها درباره موضوع مورد علاقه‌اش با جزئیات صحبت کند.

### مشکلات حرکتی و هماهنگی پایین
آسپرگر اشاره کرده بود که این کودکان در مهارت‌های حرکتی (مانند دویدن، گرفتن توپ یا نوشتن) مشکل دارند و حرکات آن‌ها اغلب ناشیانه و غیرهمزمان است. حالات بدنی و حرکات صورت آن‌ها نیز معمولاً خشک، قالبی و فاقد انعطاف‌پذیری طبیعی بود.

### توانایی شناختی بالا
به گفته آسپرگر، این کودکان برخلاف مبتلایان به سایر اشکال اوتیسم، دچار ناتوانی ذهنی نبودند. بلکه اغلب توانایی‌های شناختی برجسته‌ای، به‌ویژه در حوزه‌های خاص، از خود نشان می‌دادند. او بر این باور بود که بسیاری از این افراد می‌توانند در آینده به دانشمند، هنرمند یا نظریه‌پرداز تبدیل شوند.

### نگاه کل‌نگر آسپرگر
هانس آسپرگر سندروم مورد نظر را نه به‌عنوان یک بیماری، بلکه به‌عنوان شکلی متفاوت از ادراک و تجربه جهان معرفی می‌کرد. او به تفاوت‌های این کودکان به چشم نوعی نقص نگاه نمی‌کرد، بلکه استعدادهای بالقوه آن‌ها را نیز برجسته می‌دانست. دیدگاه او ترکیبی بود از نگرانی در مورد مشکلات اجتماعی این کودکان و تحسین توانایی‌های ذهنی آنان

## علائم نشانگان آسپرگر
افرادی با این نشانگان ممکن است دارای یک یا چند مورد از ویژگی‌ها باشند:
روابط اجتماعی ضعیف، رفتارهای وسواسی و تکراری، خویشتن-محوری، تفکر منطقی و غیر عاطفی ، علایق متمرکز، یادگیری آسانتر زبان‌های ثانوی، و در برخی کمبود در توانایی‌های حرکتی. ممکن است توانایی‌های حرکتی به‌طور محدودی کامل نشود و در طرز راه رفتن یا دویدن دیده نشود اما با انجام فعالیت‌های حرکتی پیچیده‌تر مثل راندن دوچرخه یا توپ بازی مشخص شود، به همین خاطر این افراد در معرض آسیب‌های فیزیکی زیادی از سمت جامعه قرار می‌گیرند. افرادی که دچار سندرم آسپرگر هستند ممکن است به مشکلات فراوان در تعاملات اجتماعی برخورد کنند و دارای خصوصیات رفتاری کلیشه‌ای (مانند نوعی خاص از پوشش، رفتار تکراری مانند مطالعه یا داشتن روش مخصوص به خود در انجام کارها) در رفتارها و علایق هستند. افراد مبتلا به این نشانگان، علاقه‌ای به روابط و تعاملات اجتماعی ندارند، هرچند می توانند روابط اجتماعی را کاملاً تجزیه و تحلیل کنند ولی در اجرای عملی این تحلیل ها ضعیف عمل می کنند.در برخی موارد به دلیل نوع دیدگاهشان به روابط اجتماعی و انسانی، دیده شده فرد مبتلا توانایی منحصر به فردی در روانشناسی و علوم انسانی داشته‌است کودکان مبتلا به آسپرگر تنها به یک موضوع علاقه نشان می‌دهند و تمایل دارند همه چیز را در ارتباط با آن موضوع واحد بدانند و راجع به دیگر مباحث کمتر صحبت می‌کنند؛ بنابراین این کودکان به دلیل کمبود علاقه به روابط اجتماعی، درون‌گرایی و دامنه محدود علایق از دیگران جدا می‌شوند و برقراری ارتباط با سایرین را با رفتار غیر متعارف و نامناسب خود یا در خواست صحبت کردن، تنها راجع به یک موضوع خاص، غیرممکن می‌سازند.
نشانگان آسپرگر معمولاً دیرتر از اوتیسم دیده می‌شود و معمولاً بعدتر مشخص می‌گردد.

## طبقه‌بندی
اشتراکات زیستی-عصبی بین نشانگان آسپرگر و اوتیسم با عملکرد بالا کماکان نامعلوم است. طبقه‌بندی نشانگان آسپرگر به‌طور ناخواسته از شیوهٔ کشف اوتیسم تأثیر پذیرفته‌است و ممکن است هیچ ارتباطی با ماهیّت اصلی آن نداشته باشد.

## نشانگان آسپرگر در بالغین
شواهدی وجود دارد که کودکان دارای نشانگان آسپرگر، با افزایش سن بهبودی نسبی پیدا می‌کنند:تا بیست درصد این کودکان ممکن است در بزرگسالی دیگر در حیطهٔ تشخیصی این نشانگان قرار نگیرند، هرچند که سختی‌های اجتماعی  دوام خواهند داشت.
تا سال ۲۰۰۶ هیچ پژوهش مشخصی در مورد آثار بلند مدّت نشانگان آسپرگر بر شیوهٔ زندگی افراد صورت نگرفته بود و هیچ گونه پیگیری نظام‌مندی هم در خصوص مطالعهٔ بلند مدّت کودکان آسپرگر در دسترس نبود.
افراد دارای آسپرگر طول عمر معمولی دارند ولی با درصد بیشتری ممکن است  دچار افسردگی  یا خشم اجتماعی شوند که می‌توانند تأثیر منفی بر روند بهبودی بگذارند. با وجود این که برخی سختی‌های اجتماعی و توانایی‌های فیزیکی-حرکتی ممکن است تا پایان عمر دوام پیدا کنند ولی شرایط زندگی آن‌ها به مراتب بهتر از افرادی است که در طیف‌های مختلف اوتیسم قرار دارند.
بیشتر دانش آموزان و دانشجویان دارای نشانگان آسپرگر توانایی بهتری در ریاضیات و حل مسائل دارند و برخی از آن‌ها توانایی بیشتری در حیطه های نیازمند به آنالیز تحلیلی از خود نشان می‌دهند.
بعد از شایعه این موضوع که تیموتی مک وی بمب گذار بزرگترین حادثه تروریستی داخلی ایالات متحده در انفجار اوکلاهما سیتی مبتلا به سندروم اسپرگر بوده است، مطالعاتی در مورد رابطه میزان ارتکاب جرم و سندروم اسپرگر صورت گرفته است،نتایج این پژوهش ها نشان می دهد که میزان ارتکاب جرم در افراد دارای سندروم اسپرگر کمتر از میانگین جامعه است،میزان سوء مصرف مواد مخدر نیز کمتر مشاهده شده است. جرائم مربوط به رفتار تهاجمی نیز عمدتاً واکنشی و در غیر این مورد انتقامی بوده است. جرائم مربوط به کلاه برداری های پیچیده مالی و جرم های فضای مجازی به میزان اندکی بالاتر از سطح میانگین جامعه مشاهده شده است.

## آسپرگر در سینما
فیلم‌های زیر در رابطه با نشانگان آسپرگر است:
- تئوری بیگ بنگ (۲۰۰۷ آمریکا)
- موتسارت و نهنگ (۲۰۰۵ آمریکا)
- کیک برفی (۲۰۰۶ انگلیس-کانادا)
- بن ایکس (۲۰۰۷ بلژیک-هلند)
- تخیل (۲۰۰۷ آمریکا)
- آدام (۲۰۰۹ آمریکا)
- مری و مکس (۲۰۰۹ استرالیا)
- من خان هستم (۲۰۱۰ هند)
- تمپل گرندین (۲۰۱۰ آمریکا)
- سیمون ساده (۲۰۱۰ سوئد)
- صید ماهی آزاد در یمن (۲۰۱۱ انگلیس)
- فوق‌العاده بلند و بیش از حد نزدیک (۲۰۱۱ آمریکا)
- قورباغه سفید (۲۰۱۲ آمریکا)
- ایکس + وای (۲۰۱۴ انگلیس)
- جین یک دوست‌پسر می‌خواهد (۲۰۱۵ آمریکا)
- حسابدار  (۲۰۱۶ آمریکا)
- شرلوک(۲۰۱۷ بریتانیا)
- آقای همه‌چیزدان (۲۰۱۸ فرانسه)
- شاهد بیگناه (۲۰۱۹ کره جنوبی)
- منشی شب(۲۰۲۰ آمریکا)
- نقل مکان به بهشت(۲۰۲۱ کره جنوبی)